# Euobrimus hoplites
Euobrimus hoplites är en insektsart som beskrevs av Rehn, J.A.G. och J.W.H. Rehn 1939. Euobrimus hoplites ingår i släktet Euobrimus och familjen Heteropterygidae. Inga underarter finns listade i Catalogue of Life.